# Василистник простой
Васили́стник (василисник) просто́й (лат. Thalictrum simplex) — травянистое многолетнее растение рода Василистник семейства Лютиковые (Ranunculaceae).

## Ботаническое описание
Корневище горизонтальное, корень сероватый.
Стебель 60-120 см высотой, прямостоячий, неветвистый, бороздчатый, несущий равномерно прижатые к нему листья, отчего растение кажется узким.
Листья дважды перистые, в очертании продолговато-треугольные или продолговатые. Нижние листья более крупные.
Цветки мелкие, пурпурные или зеленые, обычно собраны в узкую пирамидальную или овальную метёлку. Тычинки повислые. Цветёт в июне—июле. Формула цветка: {\displaystyle \ast P_{4}\;A_{11-15}\;G_{6-12}}.

## Распространение и экология
Распространён на Украине, в Беларуси, европейской части России, Сибири, на Алтае, на Дальнем Востоке, в Средней Азии.
Растёт в разреженных лесах, по опушкам, суходольным и степным лугам. На Алтае встречается в долинах рек Оби и Тархаты, в Уймонской и Чуйской степях.
Лучшие условия произрастания — умеренно влажные и влажные не заболоченные почвы с слабо кислой или нейтральной реакцией. Выносит недлительное затопление и слабое заиление. Отрицательно реагирует на выпас. К скашиванию в обычные сроки устойчив.

## Химический состав
В сумме алкалоидов растения найдены: тальсимин, тальсимидин, тализамин, гернандезин (Толкачев и др., 1977), тальфетидин, таликсин, таликсимидин, таликтрисин, таликминин, берберин, β-аллокриптопин, магнофлорин (Юнусов, 1968). В листьях также содержится до 570 мг % аскорбиновой кислоты, а в траве — флавоноиды и кумарины (Шретер, 1975).
В образце, собранном 20 июля в фазе цветения в Якутии, содержалось (от абсолютно сухого вещества в %): 10,4 протеина, 3,7 жира, 47,5 БЭВ, 33,1 клетчатки, 5,4 золы, 0,67 кальция, 0,27 фосфора, 0,84 кремния.

## Хозяйственное значение и использование
Удовлетворительно поедается оленями и маралами. В верховьях Печоры населением считалось вредным для скота. Разовое скармливание лошади 3 кг свежего василистника простого не вызывало признаков отравления.
В декоративном садоводстве василистник простой иногда высаживают ради листьев, которые чрезвычайно изящны, тогда как цветы у него невзрачные.
В официальной медицине василистник простой не применяется, хотя в народной применяется так же, как и василистник малый.
В тибетской медицине траву и корни применяют как мочегонное при отёках и водянке.
В народной медицине Сибири траву использовали при кровавом поносе, дизентерии и других болезнях органов пищеварения, для обмывания ран и полоскания горла, при болезнях горла и флюсе делали припарки из травы. Пользовались травой для укрепления здоровья после родов. При эпилепсии использовали траву и корни.

## Классификация

### Таксономия
Thalictrum simplex L., 1767,Mant. Pl. : 78
Вид Василисник простой относится к роду Василисник (Thalictrum) семейства Лютиковые (Ranunculaceae) порядка Лютикоцветные (Ranunculales). Таксономическая схема в соответствии с Системой APG IV по состоянию на июнь 2024 года:
|  |                                      |  |                                   |                                   |                     |  | ещё 6 семейств | ещё 6 семейств |                        |  |                          |  | еще 198 подтвержденных видов и 234 вида, ожидающих подтверждения | еще 198 подтвержденных видов и 234 вида, ожидающих подтверждения |  |
|  |                                      |  |                                   |                                   |                     |  | ещё 6 семейств | ещё 6 семейств |                        |  |                          |  | еще 198 подтвержденных видов и 234 вида, ожидающих подтверждения | еще 198 подтвержденных видов и 234 вида, ожидающих подтверждения |  |
|  |                                      |  |                                   | порядок Лютикоцветные             |                     |  |                |                | род Василисник         |  |                          |  |                                                                  |                                                                  |  |
|  |                                      |  |                                   | порядок Лютикоцветные             |                     |  |                |                | род Василисник         |  | 8 внутривидовых таксонов |  |                                                                  |                                                                  |  |
|  | отдел Цветковые, или Покрытосеменные |  |                                   |                                   | семейство Лютиковые |  |                |                | вид Василисник простой |  |                          |  |                                                                  |                                                                  |  |
|  | отдел Цветковые, или Покрытосеменные |  |                                   |                                   |                     |  |                |                |                        |  |                          |  |                                                                  |                                                                  |  |
|  |                                      |  | ещё 63 порядка цветковых растений | ещё 63 порядка цветковых растений |                     |  |                | ещё 53 рода    | ещё 53 рода            |  |                          |  |                                                                  |                                                                  |  |
|  |                                      |  |                                   | ещё 63 порядка цветковых растений |                     |  |                |                | ещё 53 рода            |  |                          |  |                                                                  |                                                                  |  |

### Внутривидовые таксоны
- Thalictrum simplex subsp. altaicum (Schischk.) Hand
- Thalictrum simplex subsp. amurense (Maxim.) Hand
- Thalictrum simplex subsp. boreale (F.Nyl.) Á.Löve & D.Löve
- Thalictrum simplex subsp. galioides (DC.) Korsh.
- Thalictrum simplex subsp. gallicum (Rouy & Foucaud) Tutin
- Thalictrum simplex subsp. rhodopaeum (Rech.f.) Panov ex S.Kožuharov & Petrova
- Thalictrum simplex subsp. tenuifolium (Hartm.) Sterner
- Thalictrum simplex var. affine (Ledeb.) Regel

### Синонимы
- Thalictrum affine Ledeb.
- Thalictrum axilliflorum Schur
- Thalictrum bauhini Crantz
- Thalictrum catalaunicum Pau
- Thalictrum columnare Sennen
- Thalictrum confertiflorum C.A.Mey. ex Trautv.
- Thalictrum dubium Schumach.
- Thalictrum exaltatum C.A.Mey.
- Thalictrum flavum subsp. simplex (L.) O.Bolòs & Vigo
- Thalictrum lacerostipellatum K.Koch & C.D.Bouché
- Thalictrum laetum Jord.
- Thalictrum laserpitiifolium Willd.
- Thalictrum mazandaranicum Pakravan & Assadi
- Thalictrum nitidulum Jord.
- Thalictrum procerulum Jord.
- Thalictrum regelianum Brügger
- Thalictrum rhodanense Jord.
- Thalictrum simplex var. bauhini (Crantz) Osvač.
- Thalictrum simplex var. glandulosum W.T.Wang
- Thalictrum simplex var. simplex
- Thalictrum strictum Ledeb.
- Thalictrum subfalcatum Rouy & Foucaud
- Thalictrum subspicatum Jord.
- Thalictrum ussuriense Luferov